# Mulai Abdallah

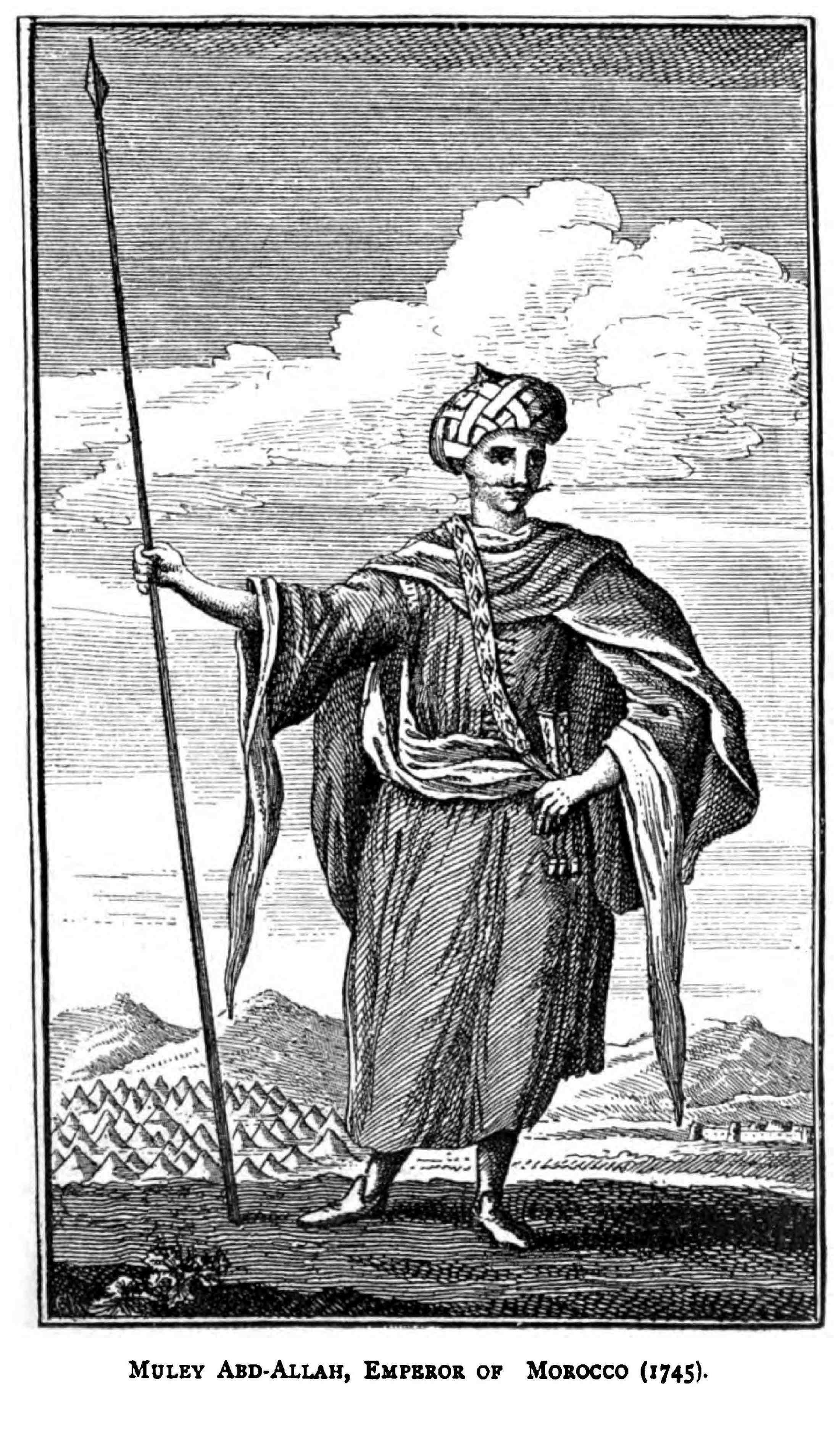
Mulai Abdallah – fiktives Porträt (1890)

Mulai Abdallah ibn Ismail (arabisch مولاي عبد الله بن إسماعيل, DMG Mūlāy ʿAbd Allāh b. Ismāʿīl; * 1694 in Meknès; † 10. November 1757 in Dar Dbibagh nahe Fès) war ein Sultan der Alawiden-Dynastie von Marokko. Er trug vielfache Machtkämpfe mit seinen zahlreichen Brüdern aus und wurde in deren Verlauf laut arabischen Historikern insgesamt fünfmal entmachtet, aber jedes Mal als Herrscher wiedereingesetzt. Er regierte daher, mit mehreren Unterbrechungen, von März 1729 bis September 1734, von Mai bis August 1736, von Februar 1740 bis Juni 1741, von November 1741 bis Februar 1742, von Mai 1743 bis Juli 1747 und von Oktober 1748 bis zu seinem Tod im November 1757.

## Leben
Mulai Abdallah war ein Sohn des Sultans Mulai Ismail seiner Gattin Lalla Khnata bint Bakkar. Nach dem Tod Mulai Ismails († 22. März 1727) kämpften einige seiner Söhne um die Nachfolge. Zunächst bestieg Mulai Ahmad al-Dhahabi den Thron, woraufhin sich sein Bruder Mulai Abdallah in den Süden Marokkos zurückzog. Mulai Abdallahs Mutter Lalla Khnata blieb in Meknès und setzte ihr beträchtliches Vermögen ein, um ihrem Sohn die Unterstützung der Schwarzen Garde (arabisch Abid al-Bukhari) zu gewinnen. Im März 1728 konnte Mulai Ahmads Halbbruder Mulai Abd al-Malik kurzzeitig die Macht an sich reißen. Im Juli 1728 wurde er von Mulai Ahmad besiegt, der danach erneut als Sultan regierte. Mulai Ahmad starb am 5. März 1729, und Lalla Khnata erreichte, dass ihr Sohn Mulai Abdallah mit Hilfe der Schwarzen Garde zum ersten Mal auf den Thron gelangte.
Von Anfang seiner Regierung an legte Mulai Abdallah eine große Grausamkeit an den Tag. Bald nach seiner ersten Machtergreifung brachte er die Einwohner von Fès gegen sich auf, deren Widerstand er erst nach einer sechsmonatigen Belagerung brechen konnte. Während der Belagerung dieser Stadt 1729 ließ er sich in deren Nähe einen Landsitz, Dar Dbibagh, errichten, der ihm zeitweilig als Residenz diente. Nach dem Konflikt mit Fès versuchte er sein Reich zu befrieden, zog sich aber aufgrund eines katastrophalen Feldzugs in die Region des zentralen Atlas-Gebirges die Feindschaft der Schwarzen Garde zu. Er erfuhr von dem Plan dieser Streitkräfte, ihn heimlich abzusetzen und zu ermorden und floh daraufhin Ende September 1734 in das Wadi Noun im Herrschaftsgebiet des Stammes seiner Mutter. An seiner Stelle wurde sein Bruder Mulai Ali al-Aradj marokkanischer Sultan.

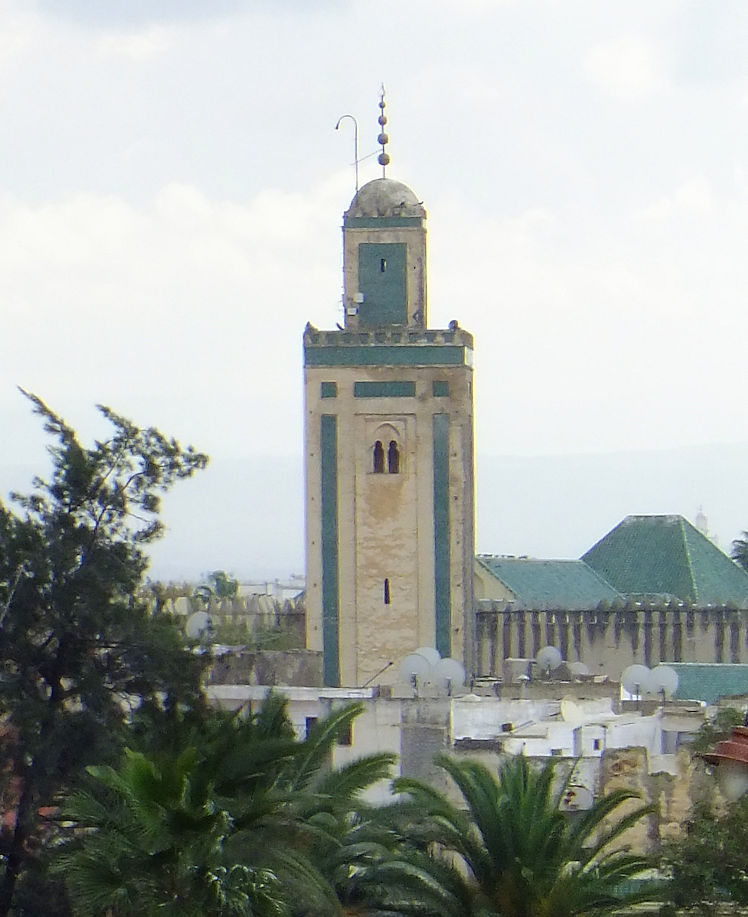
Minarett der Grabmoschee Mulai Abdallahs in Fès-el-Jedid

Im Mai 1736 gelangte Mulai Abdallah erneut an die Macht, musste aber auf Druck der Schwarzen Garde im August 1736 erneut fliehen und fand diesmal Aufnahme bei den Berbern von Ait Idrasan. Neuer marokkanischer Sultan wurde sein Bruder Mulai Mohammed ibn Arbiyya, der jedoch nur bis Juni 1738 regierte; es folgte ein anderer Bruder, Mulai al-Mustadi. Im Februar 1740 gelangte Mulai Abdallah zum dritten Mal auf den Thron und führte Krieg mit al-Mustadi, der vom Pascha von Tanger, Ahmad al-Rifi, unterstützt wurde. Im Juni 1741 wurde Mulai Abdallah wieder entthront, und die Schwarze Garde erhob einen weiteren der zahlreichen Söhne Mulai Ismails namens Mulai Zayn al-Abidin zum Sultan, dessen Regierungszeit nur bis November 1741 dauerte. Mit Hilfe der Berber konnte Mulai Abdallah nun zum vierten Mal die Herrschaft an sich reißen, verlor sie aber im Februar 1742 wieder an al-Mustadi. Im Mai 1743 gelangte Mulai Abdallah erneut an die Macht und konnte al-Mustadi und dessen Unterstützer Ahmad al-Rifi besiegen. In der Folge kam es zu weiteren Aufständen, denen der Sultan durch wechselnde Bündnisse Herr zu werden suchte. Im Juli 1747 vermochte al-Mustadi noch einmal Mulai Abdallah von der Macht zu verdrängen, und 1748 wurde Mulai Abdallahs Sohn Mulai Muhammad, der Statthalter von Marrakesch war, zum marokkanischen Sultan erhoben. Mulai Muhammad stand treu zu seinem Vater, und so konnte Mulai Abdallah im Oktober 1748 seine sechste Regierungszeit antreten und die Herrschaft behaupten, bis er am 10. November 1757 im Alter von 63 Jahren in Dar Dbibagh bei Fès starb. Auch in seiner letzten Regierungsperiode kam es wiederholt zu Unruhen. Er wurde in der königlichen Nekropole der unter ihm in Fès erbauten Mulai Abdallah Moschee beigesetzt. Sein Sohn Mulai Muhammad folgte ihm auf den Thron.
Wie alle Barbareskenherrscher, denen die Kaperei und damit einhergehend Menschenraub, Sklavenhandel und Lösegelderpressung die Haupteinnahmequelle waren, hielt auch Mulai Abdallah Sklaven.